# Étienne Lainez
Étienne Lainez (ou Lainé, Laînez), né à Vaugirard le 23 mai 1753 et mort à Paris le 15 septembre 1822, est un chanteur d'opéra français qui tint des rôles de ténor à l'opéra de Paris pendant plus de trente ans sur le devant de la scène. Il fut aussi compositeur et directeur de l'Opéra de Lyon.

## Vie et carrière
Encore enfant, il fut découvert par M. Berton, le directeur de l'Opéra, qui lui fit étudier ce qu'il fallait pour une carrière de chanteur. Lainez débuta comme chanteur en 1770, en concert. Trois ans plus tard, ce fut le tour de son début à l'Opéra, où il chanta d'abord de petits rôles. Dès 1777, il interpréta des rôles d'Admète dans Alceste et Renaud dans Armide de Gluck, en alternance avec Joseph Legros puis avec M. Rousseau, et bientôt devint fameux comme premier ténor de l'Opéra.
Il créa de nombreux rôles dans sa carrière, comme Polynice dans Œdipe à Colone et Rodrigue dans Chimène de Sacchini, Énée dans Didon de Piccinni, Narcisse dans Écho et Narcisse de Gluck, Licinius dans La Vestale de Spontini, le rôle-titre dans Fernand Cortez du même auteur ou encore Caïn dans La Mort d'Adam de Le Sueur. Il prit congé de la scène en 1812.
Entre 1813 et 1816, il fut directeur de l'Opéra de Lyon, mais avec si peu de fortune que le théâtre fit faillite. En 1816, il fit un bref retour à la scène à Paris, mais n'eut pas de succès.
Après s'être définitivement retiré de la scène, Lainez enseigna la déclamation lyrique au conservatoire de Paris,.
Il fut le mari de la chanteuse Jeanne Gavaudan, dite Gavaudan aînée, sœur d'Adélaïde, dite Gavaudan cadette, et de Jean-Baptiste-Sauveur, longtemps premier ténor de l'Opéra-Comique.

## Personnalité artistique
L'art d'Étienne Lainez comme acteur est censé  égaler son talent de chanteur. Comme acteur, il aurait eu pour modèle Lekain, tandis que son succès comme compositeur aurait été dû à l'imitation du style de Sacchini, dont il fut disciple.